# تاليا رايدر
تاليا رايدر هي ممثلة أمريكية ولدت في 16 أغسطس 2002.

## روابط خارجية
- تاليا رايدر على موقع IMDb (الإنجليزية)
- تاليا رايدر على موقع ألو سيني (الفرنسية)
- تاليا رايدر على موقع قاعدة بيانات الفيلم (الإنجليزية)